# سندرم دهان-صورت-انگشت نوع ۱
سندرم دهان-صورت-انگشت نوع ۱ (انگلیسی: Orofaciodigital syndrome 1) که با عنوان سندرم پاپیون-لیگ و سوم (فرانسوی: Papillon-League and Psaume syndrome‎) هم شناخته می‌شود یک بیماری مادرزادی وابسته به کروموزوم ایکس است که مشخصه‌اش، ناهنجاری‌های صورت، حفرهٔ دهان و انگشتان دست به همراه بیماری کلیه پلی‌کیستیک و درجانی از درگیری دستگاه عصبی مرکزی است.
عامل بروز این بیماری، جهش در ژن OFD1 است. پژوهش‌های ژنتیکی اخیر نشان می‌دهد که این بیماری احتمالاً از دستهٔ بیماری‌های مربوط به مژک‌هاست. (سیلیوپاتی)
تشخیص این بیماری از طریق آزمایش‌های ژنتیکی میسر است و درمان آن، انجام جراحی‌های ترمیمی است.

## بیشتر بخوانید
- GeneReview/NCBI/NIH/UW entry on Oral-Facial-Digital Syndrome Type I
- Orofaciodigital syndrome Thurston type در دفتر «بیماری‌های نادر» در «مؤسسه ملی سلامت»
- Orofaciodigital syndrome type 2 در دفتر «بیماری‌های نادر» در «مؤسسه ملی سلامت»
- Orofaciodigital syndrome Gabrielli type در دفتر «بیماری‌های نادر» در «مؤسسه ملی سلامت»
- OFD syndrome type Figuera در دفتر «بیماری‌های نادر» در «مؤسسه ملی سلامت»
- OFD syndrome type 8 در دفتر «بیماری‌های نادر» در «مؤسسه ملی سلامت»